# Sometimes You Can't Make It On Your Own
Sometimes You Can't Make It On Your Own är en låt av det irländska bandet U2. Låten finns med på skivan How to Dismantle an Atomic Bomb från 2004. 7 februari 2005 släpptes den även som singel, den andra från albumet efter Vertigo. Den vann även två Grammys; "Song Of The Year" och "Best Rock Performance by a Duo or Group with Vocal".
Låten skrevs av Bono efter att hans far avlidit 2001. Han sjöng den även på faderns begravning. Musikvideon börjar med den handskrivna texten I wish I knew him better.